# Lukas Van Eenoo
 Lukas Van Eenoo, né le 6 février 1991 à Bruges en Belgique, est un footballeur belge qui joue au poste de milieu de terrain au Beerschot VA.